# يويا فوكودا
يويا فوكودا (4 أبريل 1999 بكيتاكيوشو في اليابان - ) هو لاعب كرة قدم ياباني في مركز الوسط. لعب مع غامبا أوساكا.

## وصلات خارجية
- يويا فوكودا على موقع رابطة كرة القدم اليابانية للمحترفين (اليابانية)
- يويا فوكودا على موقع قاعدة بيانات كرة القدم.إي يو (الإنجليزية)
- يويا فوكودا على موقع Soccerway.com (الإنجليزية)
- يويا فوكودا على موقع عالم كرة القدم.نت (الإنجليزية)